# Paleosuchus palpebrosus
El caimán de Cuvier (Paleosuchus palpebrosus), también llamado yacaré itá o yacaré enano o caimán enano o babo morichal, es una especie de pequeño caimán sudamericano presente en varios países: Argentina, Bolivia, Brasil, Colombia, Ecuador, Guyana, Paraguay, Perú, Surinam y Venezuela.

Los machos alcanzan 1,6 metros de longitud en su edad adulta y las hembras 1,2 metros
Son la especie de cocodrilo más pequeña del mundo. Es una de las especies del orden crocodilia menos amenazada cuyas poblaciones se mantienen estables.
Por lo general este tipo de caimán muestra preferencia por cursos de agua con corriente y más aún por aquellos donde la vegetación provea de sombra. En estos lugares las hembras colocan sus nidos, fabricados por ellas son hechos de hojas secas. La puesta usual consta de 5 a 9 huevos.